# Claude Jobé
Claude Jobé   (Retinne, Fléron, 13 de gener de 1951 - Lieja, 16 de desembre de 2016) fou un pilot de motocròs belga que va tenir ressò internacional durant la dècada de 1970, quan fou pilot oficial de Montesa i, després, d'OSSA. Germà gran de Georges Jobé, a qui li portava 10 anys, no va assolir mai, però, els èxits d'aquest.
Claude Jobé pilotà la Montesa Cappra al Campionat del Món de motocròs de 250cc durant les temporades de 1973 i 1974. A finals d'aquesta, fou fitxat per OSSA amb la missió de col·laborar en el desenvolupament del nou model de la marca, la Phantom. Jobé competí amb l'OSSA entre les temporades de 1975 i 1977, fins que la crisi de l'empresa barcelonina va fer que la marca es retirés de les competicions. El 1979, quan el seu germà abandonà Montesa per a passar a Suzuki, Claude Jobé va pilotar també per a aquesta marca durant una breu etapa.